# Космезгил
Космезгил (каз. Қосмезгіл, до 2008 г. — Кызыласкер) — село в Сауранском районе Туркестанской области Казахстана. Входит в состав Чернакского сельского округа. Код КАТО — 512657200.

## Население
В 1999 году население села составляло 3698 человек (1882 мужчины и 1816 женщин). По данным переписи 2009 года, в селе проживало 4569 человек (2303 мужчины и 2266 женщин).